# 모카구
모카구(Moka District)는 모리셔스 중부에 위치한 구로, 행정 중심지는 콰르티에밀리테르(Quartier Militaire)이며 면적은 221km2, 인구는 88,479명(2000년 기준)이다. 모리셔스의 행정 구역 가운데 플랭윌렐름 구와 함께 바다와 맞닿아 있지 않은 구이기도 하다.

## 같이 보기
- 모리셔스의 행정 구역